# Просница (станция)
Про́сница — железнодорожная станция Кировского региона Горьковской железной дороги на северном ходе Транссибирской магистрали на перегоне Лянгасово — Пермь. Находится в посёлке  Просница в Кирово-Чепецком районе Кировской области.

## История
Названа по реке Большой Проснице (Проснице), протекающей в 2-х км от станции. Само слово произошло от слова вятского наречия «просна» — река.

## Работа железнодорожной станции

### Расписание пассажирских поездов
| №         | Маршрут                                                        | Прибытие | Отбытие | Дни следования |
| --------- | -------------------------------------------------------------- | -------- | ------- | -------------- |
| 6374/6474 | Киров-Пассажирский — Глазов                                    | 03:30    | 03:31   | ежедневно      |
| 6067/6667 | Верхнекамская — Яр — Киров-Пассажирский (согласованные поезда) | 05:55    | 05:57   | пн, пт         |
| 6371      | Яр — Киров-Пассажирский                                        | 06:21    | 06:22   | ежедневно      |
| 6076/6404 | Киров-Пассажирский — Глазов                                    | 07:30    | 07:31   | ежедневно      |
| 6373      | Яр — Киров-Пассажирский                                        | 07:42    | 07:43   | ежедневно      |
| 6475/6375 | Глазов — Киров-Пассажирский                                    | 09:41    | 09:42   | ежедневно      |
| 6477/6377 | Глазов — Киров-Пассажирский                                    | 15:21    | 15:22   | ежедневно      |
| 6378/6478 | Киров-Пассажирский — Глазов                                    | 16:01    | 16:02   | ежедневно      |
| 6380/6410 | Киров-Пассажирский — Яр — Балезино (согласованные поезда)      | 18:20    | 18:21   | ежедневно      |
| 6383      | Зуевка — Киров-Пассажирский                                    | 18:23    | 18:24   | вск            |
| 6668/6068 | Киров-Пассажирский — Светлополянск                             | 19:07    | 19:09   | пн, пт         |
| 6382      | Киров-Пассажирский — Яр                                        | 19:18    | 19:19   | ежедневно      |
| 6481/6381 | Глазов — Киров-Пассажирский                                    | 19:59    | 20:00   | ежедневно      |

| №    | Маршрут                         | Прибытие | Стоянка | Дни следования |
| ---- | ------------------------------- | -------- | ------- | -------------- |
| 367С | Кисловодск — Киров-Пассажирский | 06:32    | 2       | нечет          |
| 368Г | Киров-Пассажирский — Кисловодск | 00:01    | 2       | чет            |

### Коммерческие операции
1. продажа пассажирских билетов
2. приём и выдача багажа;
3. приём и выдача повагонных отправок грузов (открытая площадка);
4. приём и выдача повагонных и мелких отправок (подъездные пути)[3].

### Параграфы работы
1. приём и выдача повагонных отправок грузов, допускаемых к хранению на открытых площадках станций;
2. приём и выдача грузов повагонными и мелкими отправками, загружаемых целыми вагонами, только на подъездных путях и местах необщего пользования[3].